# Aided Chon Culainn

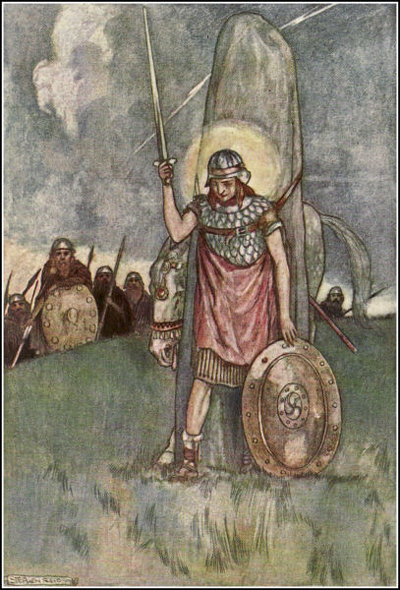
Cú Chulainns Tod, Stephen Reid, 1904

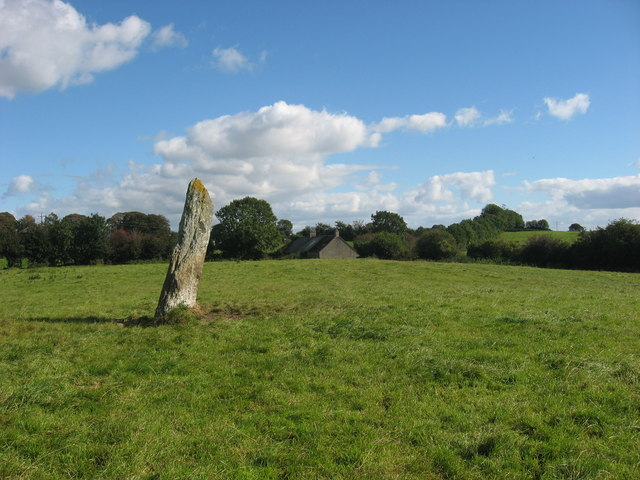
Der Cloch an Fhir Mhoir („Stein des großen Mannes“) bei Rathiddy (County Louth) – in Lokalsagen als Cú Chulainns Todesort tradiert

Aided Chon Culainn ['aðʴeʴð xon 'kuliNʴ], auch Aided Con Culainn („Der Tod Cú Chulainns“), ist der Name einer Erzählung aus dem Ulster-Zyklus. Eine unvollständige Version ist im Lebor Laignech („Das Buch von Leinster“) enthalten, jüngere und vollständigere Manuskripte sind aus dem 17. bis 19. Jahrhundert erhalten.

## Inhalt
In den jüngeren Überlieferungen ist die Erzählung in die zwei Kapitel Brislech Mór Maige Muirtheimne („Das große Fällen von Mag Muirtheimne“) und Dergruathnar Chonaill Chernaig („Der rote [=blutige] Ansturm Conall Cernachs“) unterteilt. Darin wird berichtet, wie der bisher unbesiegbare Cú Chulainn durch eine provozierte Übertretung seiner geis (Tabu) ums Leben kommt und wie sein Ziehbruder Conall Cernach den Mord an den Tätern rächt.
Während der Táin Bó Cuailnge („Der Rinderraub von Cooley“) hatte Cú Chulainn den Connachter Magier Calatin und seine 27 Söhne getötet. Nach Calatins Tod gebar seine Frau jedoch noch drei Söhne und drei Töchter, die von der rachsüchtigen Königin Medb 17 Jahre lang als Zauberer und Hexen ausgebildet werden. Dann schickt sie sie zum weiteren Unterricht drei Jahre nach Schottland, zwei zu den Sachsen, sowie nach Babylon und in die Hölle zu Vulcanus. Um den Tod ihres Vaters zu rächen, spiegeln sie nach ihrer Rückkehr Cú Chulainn vor, ein Heer sei in sein Reich Muirtheimne eingefallen, um es zu verwüsten und auszuplündern. Trotz der Warnungen aller Ulter, auch der Zauberin Leborcham, zuletzt sogar seines Wagenlenkers Loeg mac Riangabra und seines Lieblingspferdes Liath Macha, zieht er allein in den Kampf.
Die drei Hexen-Töchter Calatins erwarten ihn am Weg und bieten ihm gebratenes Hundefleisch an. Da Cú Chulainn einerseits keine Einladung ausschlagen, aber auch kein Hundefleisch essen darf, bleibt ihm keine Wahl, als gegen seine geis zu verstoßen. Durch die Annahme des Fleisches wird er an Arm und Bein geschwächt. Beim Endkampf gegen seine Feinde, darunter auch Erc mac Cairbri Niad-Fer, der den Tod seines Vaters Cairbre Nia-Fer rächen will, wird er durch Zauberfluch (glám dícenn) gezwungen, seinen Speer an die Todfeinde zu übergeben, mit dem zuerst Loeg und Liath Macha – Lenker und Ross – und schließlich er selbst getroffen werden. Tödlich verwundet schleppt er sich zu einem Steinpfeiler, an den er sich anbindet, um aufrecht zu sterben. Cú Chulainns Hengst Liath Macha verteidigt ihn bis zu seinem Tode, erst dann kann Lugaid Lága ihm den Kopf abschlagen. Sein Ziehbruder Conall Cernach rächt später seinen Tod an den Mördern in einem blutigen Kampf.
In der Halle des Hauptpostamtes von Dublin ist eine Bronzeplastik des sterbenden Cú Chulainn aufgestellt, geschaffen vom Bildhauer Oliver Sheppard. Sie soll an die irischen Todesopfer des Aufstandes von 1916 (Osteraufstand) gegen die Briten erinnern.

## Weblink
- The Death of Cu Chulainn. In: Celtic Literature Collective